# Козма-Презвітер
Ко́зма-Презві́тер (болг. Козма презвитер) — село в Тирговиштській області Болгарії. Входить до складу общини Омуртаг.

## Населення
За даними перепису населення 2011 року у селі проживали 577 осіб.
Національний склад населення села:
| Національність   | Кількість осіб | Відсоток |
| ---------------- | -------------- | -------- |
| турки            | 111            | 78,7 %   |
| болгари          | 27             | 19,1 %   |
| не визначились   | 0              | 0 %      |
| Всього відповіли | 141            |          |

Розподіл населення за віком у 2011 році:
Динаміка населення: